# バイラム・ツリ
バイラム・ツリ（アルバニア語: Bajram Curri）はアルバニアのトロポヤ基礎自治体の町であり、庁所在地である。2023年に町の人口は4,113人だった。
サッカークラブはKFヴァルボナである。